# 乳山站
乳山站，位于中华人民共和国山东省威海市乳山市夏村镇战家夼村北，是桃威铁路上办理客货运业务的一个中间站，成立于1993年5月，隶属于威海市地方铁路事业发展中心，由济南局集团管辖。

## 歷史
- 1991年9月，桃威铁路开始建设。
- 1993年5月，乳山站成立。
- 1996年4月27日，桃威铁路开始运营首班客运列车，乳山站开始客运营业。

## 业务办理
客运办理旅客乘降，行李包裹托运。货运业务办理整车到发，危险货运办理农药，化肥到发。

## 車站周邊
- 土心头村
- 车道村
- 小疃村
- S207省道
- G308国道

## 外部連結
- 中国铁路客户服务中心（页面存档备份，存于）